# Боз (Алба)
Боз (рум. Boz) — село у повіті Алба в Румунії. Входить до складу комуни Доштат.
Село розташоване на відстані 245 км на північний захід від Бухареста, 22 км на південний схід від Алба-Юлії, 93 км на південь від Клуж-Напоки, 143 км на захід від Брашова.

## Населення
За даними перепису населення 2002 року у селі проживали 445 осіб.
Національний склад населення села:
| Національність | Кількість осіб | Відсоток |
| -------------- | -------------- | -------- |
| румуни         | 433            | 97,3%    |
| німці          | 6              | 1,3%     |
| цигани         | 5              | 1,1%     |

Рідною мовою назвали:
| Мова      | Кількість осіб | Відсоток |
| --------- | -------------- | -------- |
| румунська | 439            | 98,7%    |
| німецька  | 6              | 1,3%     |